# خيسوس ماريا هيريرو
خيسوس ماريا هيريرو (بالإسبانية: Chus Herrero)‏ هو لاعب كرة قدم إسباني، ولد في 10 فبراير 1984 في سرقسطة في إسبانيا. لعب مع ريال بلد الوليد وريال سرقسطة ونادي جيرونا ونادي كارتاخينا ونادي ياغوستيرا.

## وصلات خارجية
- خيسوس ماريا هيريرو على موقع قاعدة بيانات كرة القدم.إي يو (الإنجليزية)
- خيسوس ماريا هيريرو على موقع Soccerbase.com (لاعب) (الإنجليزية)
- خيسوس ماريا هيريرو على موقع Soccerway.com (الإنجليزية)
- خيسوس ماريا هيريرو على موقع عالم كرة القدم.نت (الإنجليزية)
- خيسوس ماريا هيريرو على موقع AS.com (الإسبانية)